# Anthaxia bicolor
Anthaxia bicolor es una especie de escarabajo del género Anthaxia, familia Buprestidae. Fue descrita científicamente por Falderman en 1835.